# Saint-Genis-Laval
Saint-Genis-Laval is een gemeente in de Franse Métropole de Lyon (regio Auvergne-Rhône-Alpes). De plaats maakt deel uit van het arrondissement Lyon. Saint-Genis-Laval telde op 1 januari 2022 21.329 inwoners.
Ten noordoosten van de woonkern ligt de ziekenhuiscampus van het Hôpital Lyon Sud, een van dertien ziekenhuizen van de Hospices Civils de Lyon. Het ziekenhuis, de omliggende nieuwe woon- en kantoorwijk en de rest van de gemeente wordt sinds 10 oktober 2023 bediend door het metrostation Saint-Genis-Laval Hôpital Lyon Sud, de zuidelijke terminus van lijn B van de metro van Lyon.

## Geografie
De oppervlakte van Saint-Genis-Laval bedroeg op 1 januari 2022 12,92 vierkante kilometer; de bevolkingsdichtheid was toen 1.650,9 inwoners per km².

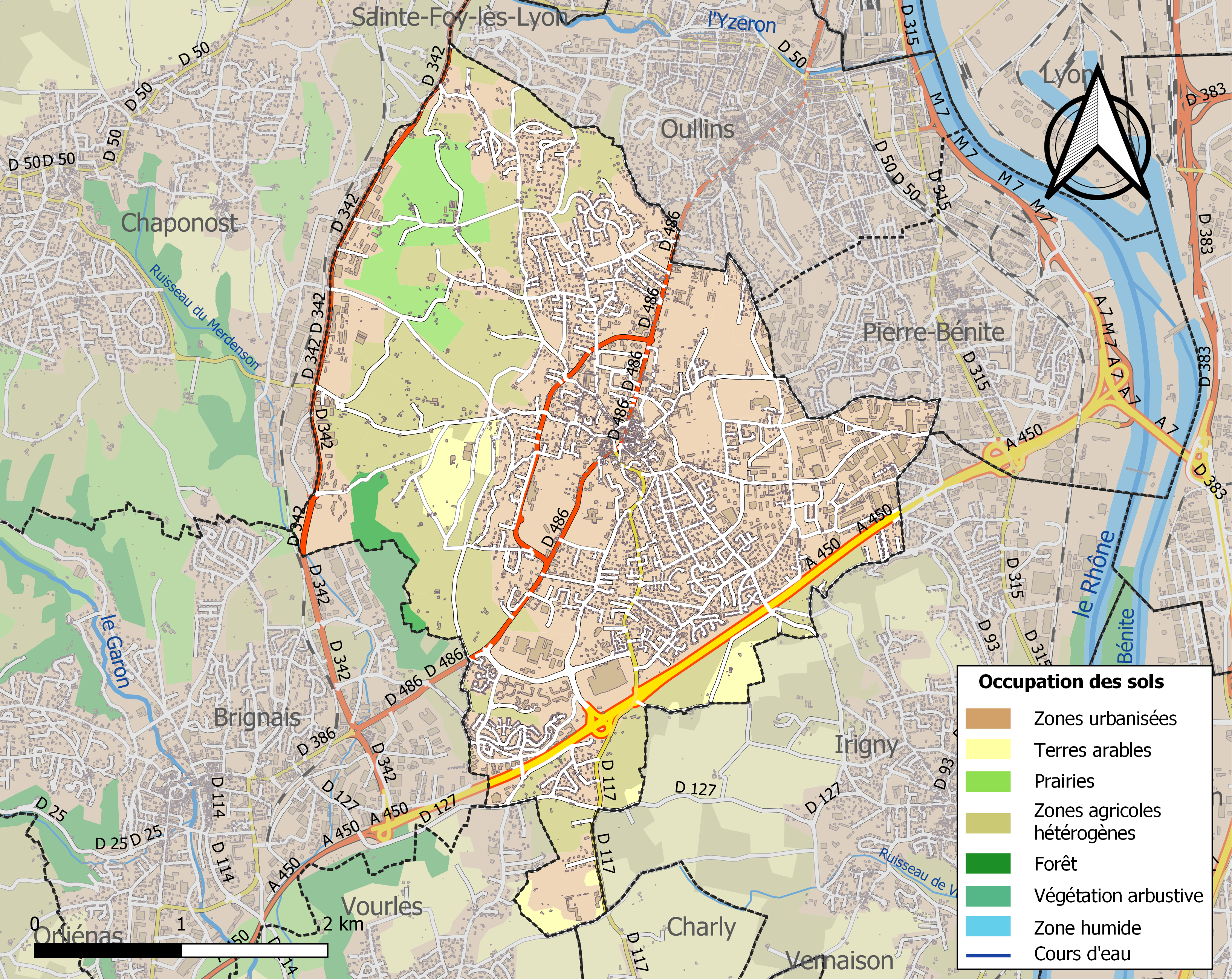
Kaart van de gemeente met de belangrijkste infrastructuur, bodemgebruik en omliggende gemeenten

## Demografie
Onderstaande figuur toont het verloop van het inwonertal (bron: INSEE-tellingen).

## Geboren in Saint-Genis-Laval
- Éric Abidal (1979), voetballer

Albigny-sur-Saône · Bron · Cailloux-sur-Fontaines · Caluire-et-Cuire · Champagne-au-Mont-d'Or · Charbonnières-les-Bains · Charly · Chassieu · Collonges-au-Mont-d'Or · Corbas · Couzon-au-Mont-d'Or · Craponne · Curis-au-Mont-d'Or · Dardilly · Décines-Charpieu · Écully · Feyzin · Fleurieu-sur-Saône · Fontaines-Saint-Martin · Fontaines-sur-Saône · Francheville · Genay · Givors · Grigny · Irigny · Jonage · Limonest · Lissieu · Lyon · Marcy-l'Étoile · Meyzieu · Mions · Montanay · La Mulatière · Neuville-sur-Saône · Oullins-Pierre-Bénite · Poleymieux-au-Mont-d'Or · Quincieux · Rillieux-la-Pape · Rochetaillée-sur-Saône · Saint-Cyr-au-Mont-d'Or · Saint-Didier-au-Mont-d'Or · Sainte-Foy-lès-Lyon · Saint-Fons · Saint-Genis-Laval · Saint-Genis-les-Ollières · Saint-Germain-au-Mont-d'Or · Saint-Priest · Saint-Romain-au-Mont-d'Or  · Sathonay-Camp · Sathonay-Village · Solaize · Tassin-la-Demi-Lune · La Tour-de-Salvagny · Vaulx-en-Velin · Vénissieux · Vernaison · Villeurbanne